# Посттромбофлебитический синдром
Посттромбофлебитический синдром (ПТФС) — клинический симптомокомплекс, объединяющий различные по локализации и тяжести гемодинамические нарушения и осложнения после перенесённого острого тромбоза магистральных вен. О развитии ПТФС можно говорить спустя три месяца после перенесённого флеботромбоза. ПТФС является самой частой причиной появления и прогрессирования хронической венозной недостаточности (ХВН).

## Клиника
Основные жалобы — чувство тяжести и боли в поражённой конечности с наибольшей выраженностью в области голени (в зоне максимального венозного застоя). Эти явления усугубляются в положении больного стоя и несколько уменьшаются при ходьбе. В положении больного лёжа и возвышенном положении конечности эти явления могут исчезать.
При осмотре больного с ПТФС конечность увеличена в объёме, что связано с венозным полнокровием, отёком и наличием сопутствующей лимфатической недостаточности. Отёк при ПТФС является одним из критериев тяжести развития болезни. Частота варикозного расширения поверхностных вен (нижняя конечность, наружные половые органы, лобок, передняя брюшная стенка) варьирует, по данным разных авторов, от 20 % до 60 %.
Трофические нарушения кожи и подкожной клетчатки выражены от пигментации или индурации кожи до дерматита и экземы. Характерная локализация трофических расстройств — дистальная треть голени, преимущественно медиальная надлодыжечная область. Липодерматосклероз (индуративный целлюлит) отмечается в 50-70 % случаев, при этом мягкие ткани становятся очень плотными и болезненными при пальпации. Последняя степень трофических нарушений при ПТФС это формирование трофической язвы.